# I liceali
I liceali è stata una serie televisiva italiana, andata in onda in prima visione dal 2008 al 2011.
Prodotta da Taodue Film per Mediaset, la fiction racconta la vita di un gruppo di studenti, frequentanti un prestigioso liceo classico di Roma, il Colonna (ambientato all'interno del Mamiani).

## Produzione

### Prima stagione
La prima stagione de I liceali è stata trasmessa in anteprima assoluta dal canale Joi ed in seguito in chiaro su Canale 5 nel marzo 2008.
Nella prima stagione, come poi nella seconda, il personaggio protagonista è Antonio Cicerino (interpretato da Giorgio Tirabassi), professore di lettere in una piccola scuola di Rocca Storta e in seguito trasferito al liceo Colonna di Roma dove all'inizio non si troverà molto bene, ma poi le cose cambieranno.

### Seconda stagione
Gli episodi della seconda stagione de I liceali sono stati trasmessi in anteprima assoluta dal canale Joi da maggio 2009 e si sono conclusi alla fine di giugno. La visione in chiaro su Canale 5 è iniziata il 13 novembre 2009.
Le riprese della seconda stagione sono state effettuate sempre al medesimo liceo, cioè il Mamiani. Compaiono due nuovi personaggi per movimentare le vicende della classe del prof. Cicerino: una nuova alunna molto controversa e un nuovo professore destinato a turbare il già precario ménage tra Cicerino e la prof. Sabatini.
Una parte della quarta puntata è stata girata a Genazzano, un piccolo paese in provincia di Roma, che nella finzione scenica viene ribattezzato Rocca Storta.
Nella seconda stagione una scena di protesta degli studenti è stata tratta dalla reale manifestazione contro la riforma Gelmini svoltasi a Roma il 30 ottobre 2008, nella quale gli attori si sono mischiati ai veri manifestanti.

### Terza stagione
La serie è stata rinnovata per una terza stagione le cui riprese sono iniziate a giugno 2009 e sono terminate a dicembre 2009. La regia è stata affidata a Francesco Miccichè mentre il soggetto è stato scritto da Antonio Cecchi, Maria Carmela Cicinnati e Emanuela Del Monaco. È stata trasmessa a partire dal 18 maggio 2011 su Canale 5 in prima TV assoluta.
In questa serie quasi tutto il cast è stato cambiato. Tra i nuovi interpreti vi sono:
- Christiane Filangieri, Giulia Elettra Gorietti, Federico Maria Galante, Greta Scarano, Chiara Gensini, Giorgio Marchesi, Lucia Ocone, Ivan Olita, Martina Carletti, Carlotta Tesconi e Angel Tom Karumathy.

Alcuni attori provengono, invece, dalle stagioni precedenti:
- Massimo Poggio già presente nella seconda stagione;
- Virginia Valsecchi già presente nella seconda stagione;
- Ivano Marescotti presente già nelle prime due stagioni;
- Raffaele Vannoli presente già nelle prime due stagioni;
- Daniele De Angelis presente già nelle prime due stagioni.

## Episodi
| Stagione         | Episodi | Prima TV |
| ---------------- | ------- | -------- |
| Prima stagione   | 6       | 2008     |
| Seconda stagione | 6       | 2009     |
| Terza stagione   | 8       | 2011     |

## Curiosità
- Durante il 7º episodio della 3ª stagione, durante la gita, il prof. Poppi di storia dell'arte cita Ivano Marescotti, che interpreta il preside Gualtiero Cavicchioli.

## Critiche
La serie televisiva è stata criticata in quanto proporrebbe degli stereotipi e dei luoghi comuni sull'adolescenza non conformi alla realtà. In particolare, alcuni studenti del liceo classico Mamiani (dove sono ambientate le riprese) hanno rivolto un appello al preside, ritenendosi offesi dalla serie in questione per le suddette motivazioni. Inoltre, è stato aspramente criticato il luogo comune della docente di latino e greco come la classica persona arida che ripercuote le sue insofferenze sugli studenti.

## Libri
Dopo il successo che ha riscosso la prima stagione è uscito in libreria il libro: I liceali. Diario della II A.
- Elena & Daniele, I liceali. Diario della II A, collana Arcobaleno, Arnoldo Mondadori Editore, 2008,  p. 288, ISBN 978-88-04-58090-4.

Viene poi pubblicato il libro della seconda stagione intitolato I liceali. L'anno della maturità.
- Elena & Daniele, I liceali. L'anno della maturità, collana Arcobaleno, Arnoldo Mondadori Editore, 2009,  p. 318, ISBN 978-88-04-58838-2.